# Meßdorf
Meßdorf is een plaats en voormalige gemeente in de Duitse deelstaat Saksen-Anhalt, en maakt deel uit van de Landkreis Stendal.
Meßdorf zelf telde begin 2022 325 inwoners; de dorpjes Biesenthal, Schönebeck en Späningen hadden er toen respectievelijk 59, 49 en 207.
Meßdorf ligt ongeveer 8 km ten noorden van het stadje Bismark. Späningen ligt 2 km ten noordoosten van Meßdorf.

## Geschiedenis
Het dorp had vanaf ca. 1871 tot december 2017 een spoorweghalte aan de spoorlijn tussen Stendal en Uelzen; zie: Spoorlijn Stendal - Uelzen.
In 1973 werden de toenmalige zelfstandige gemeenten Biesenthal, Schönebeck (Meßdorf) en Späningen geannexeerd door de toen nog zelfstandige gemeente Meßdorf.
Deze zijn nu naast het Ortsteil Meßdorf zelf, drie Ortsteile binnen de Ortschaft Meßdorf, van de gemeente Bismark (Altmark). Het zijn allemaal agrarisch getinte plattelandsdorpen.
Op 1 januari 2010 is de gemeente door samenvoeging overgegaan in de nieuw gevormde eenheidsgemeente Bismark.

## Afbeeldingen

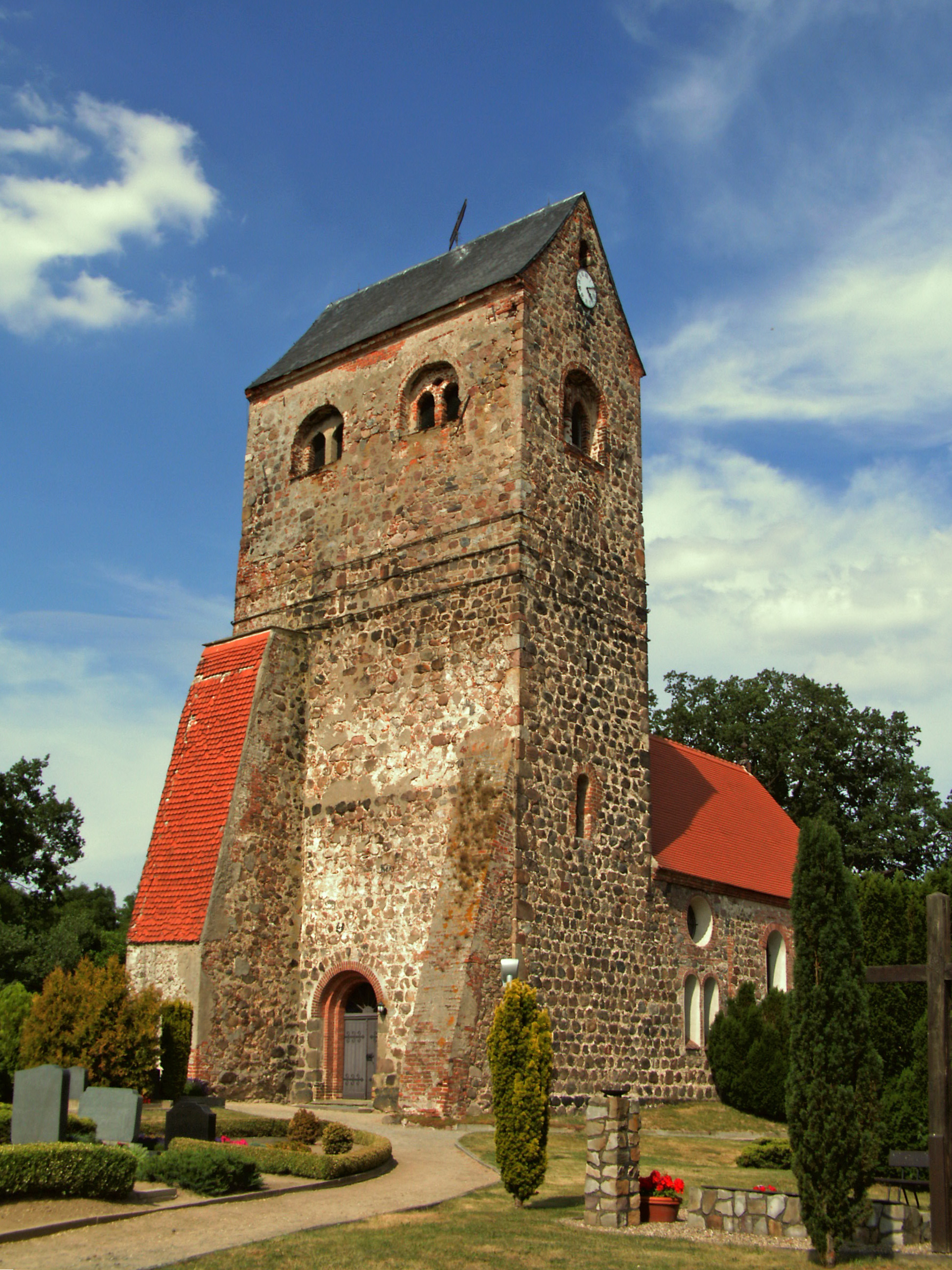
Dorpskerk te Meßdorf
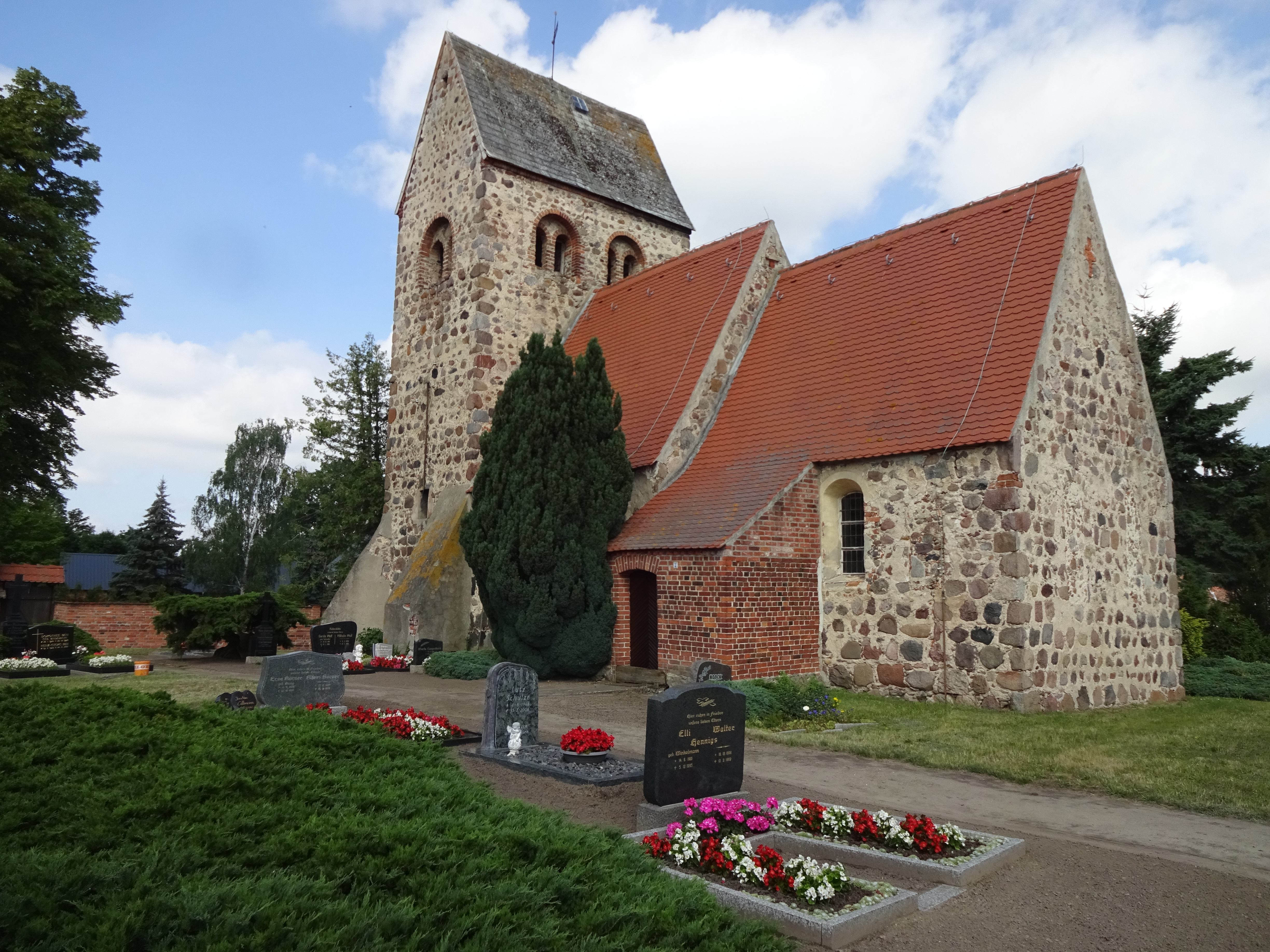
Dorpskerk te Biesenthal
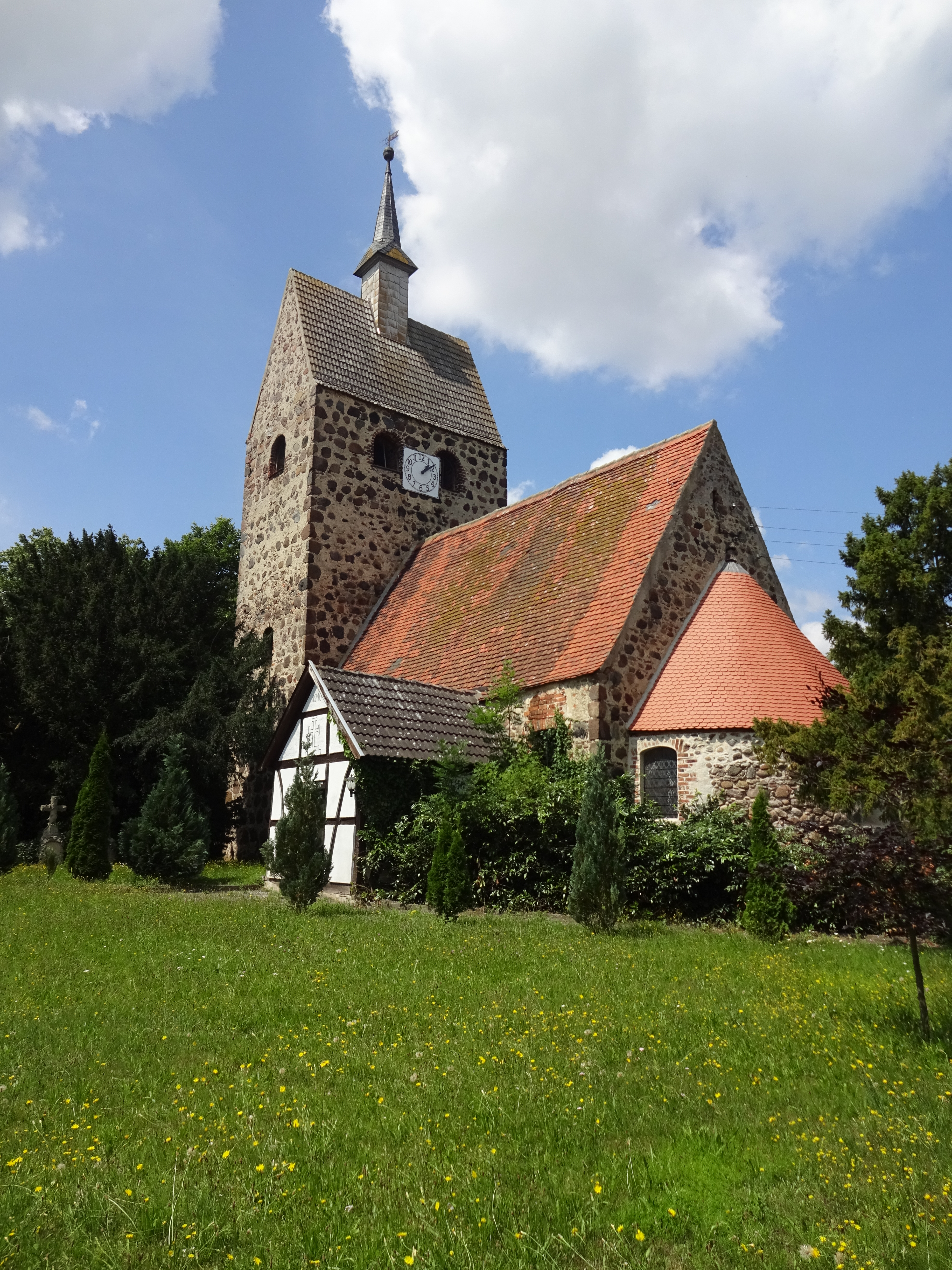
Dorpskerk te Schönebeck
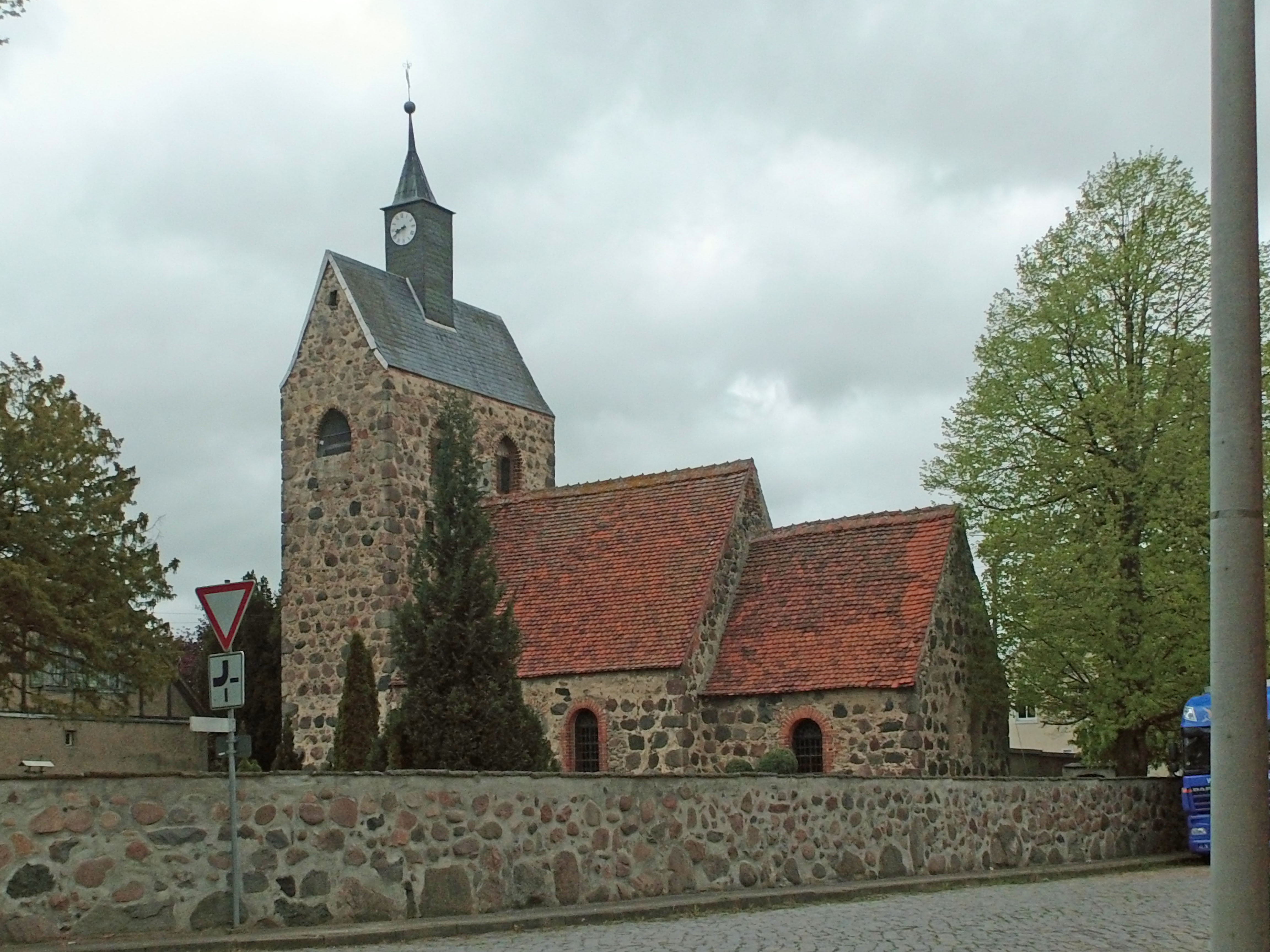
Dorpskerk te Späningen